# Unione internazionale dei trasporti su strada

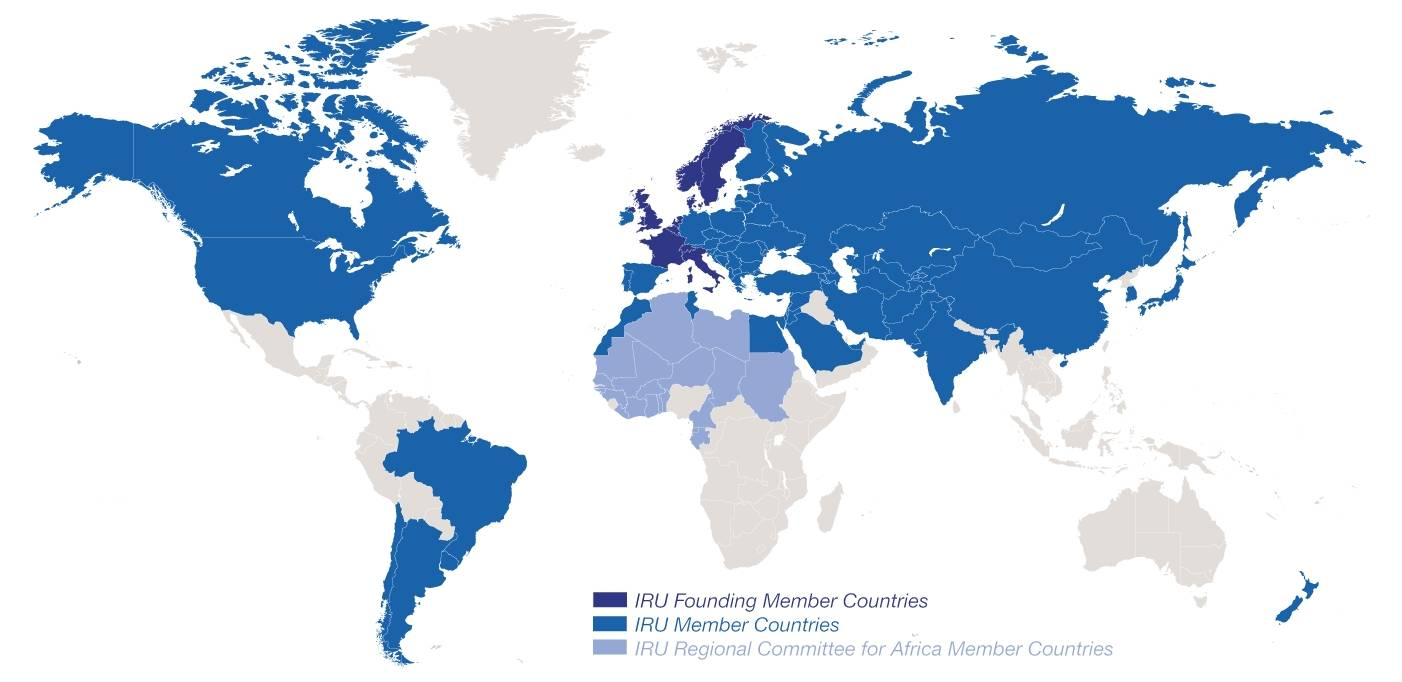

L'Unione internazionale dei trasporti su strada (International Road Transport Union), sigla IRU, è l'organizzazione mondiale del trasporto su strada che sostiene gli interessi degli operatori di autobus, pullman, taxi e camion, sia le grandi flotte aziendali che i piccoli autotrasportatori, per garantire la crescita economica e il benessere attraverso la mobilità sostenibile di persone e merci tramite il trasporto su strada.

## Storia
L'Unione internazionale dei trasporti su strada è stata costituita a Ginevra il 23 marzo 1948 per accelerare la ricostruzione dell'Europa dilaniata dalla guerra, attraverso il commercio internazionale facilitato tramite il trasporto su strada.
L'IRU è nata come un gruppo di associazioni nazionali di trasporto su strada di otto paesi dell'Europa occidentale: Belgio, Danimarca, Francia, Norvegia, Paesi Bassi, Svezia, Svizzera e Regno Unito.
Al 31 dicembre 2020 l'Unione internazionale dei trasporti su strada aveva 172 membri da 82 paesi che costituiscono il 38% della mobilità e il 62% della logistica mondiali.

## Organizzazione

### Assemblea generale
L'Assemblea generale è la massima autorità dell'IRU; si riunisce due volte all'anno ed è composta dai membri attivi (con diritto di voto), che formano i due consigli dei trasporti, e dai membri associati (senza diritto di voto).

### Consigli dei trasporti
I consigli dei trasporti sono due: il Consiglio per il trasporto delle merci e il Consiglio per il trasporto delle persone.
Il Consiglio per il trasporto delle merci, che rappresenta le imprese di trasporto e i professionisti della logistica di tutto il mondo, discute e delibera sugli aspetti cruciali del trasporto merci.
Il Consiglio per il trasporto delle persone si occupa di rendere la mobilità e i viaggi più sicuri, più convenienti, più efficienti e rispettosi dell'ambiente per le persone di tutto il mondo.

### Esecutivo presidenziale
L'Esecutivo presidenziale è l'organo esecutivo dell'Assemblea generale, responsabile della direzione degli affari dell'IRU e della supervisione delle attività e dei risultati del Segretariato. Guidato dal presidente e composto da un massimo di 12 membri, in carica per due anni, l'Esecutivo presidenziale si riunisce cinque volte all'anno.

### Gestione
La gestione è affidata al Segretariato e a cinque uffici regionali.
Al Segretario generale e ai suoi assistenti è affidata la gestione quotidiana dalla sede centrale di Ginevra.

#### Ufficio di Bruxelles
L'ufficio regionale di Bruxelles sostiene i suoi membri con sede dell'Unione Europea monitorando e contribuendo ai processi legislativi e di sensibilizzazione sulle questioni del trasporto su strada affrontate dalle istituzioni dell'Unione.
L'ufficio di Bruxelles si occupa principalmente di due settori:
- promuovere un dialogo tra i responsabili politici e l'industria del trasporto su strada per stabilire un quadro giuridico semplice ed equilibrato nell'Unione e per un sistema di trasporto su strada più sicuro, efficiente e sostenibile;[11]
- promuovere i progetti di ricerca e innovazione, finanziati dalla Commissione europea, che sviluppino nuove tecnologie e modalità a sostegno dell'industria del trasporto commerciale su strada basato su una maggiore sostenibilità.[12]

#### Ufficio di Istanbul
L'obiettivo dell'ufficio di Istanbul per il Medio Oriente è realizzare le migliori politiche sul trasporto di persone e merci, per favorire lo sviluppo economico e l'integrazione regionale attraverso l'agevolazione del commercio e dei trasporti.

#### Ufficio di Mosca
In una regione in cui due terzi dei paesi non hanno sbocco sul mare, il trasporto su strada svolge un ruolo fondamentale nel collegare le imprese locali ai mercati mondiali. L'ufficio di Mosca aiuta i paesi eurasiatici nella definizione delle politiche, nella formazione di conducenti professionisti e nelle infrastrutture.

#### Ufficio di Pechino
Nella regione Asia Pacifica, densamente popolata, l'ufficio di Pechino si concentra sul miglioramento del commercio e della mobilità per milioni di comunità. L'adesione alla Convenzione TIR da parte di Cina, India e Pakistan è un passo importante che collegherà strettamente l'Asia con l'Europa e contribuirà a creare la Nuova via della seta e nuovi corridoi come l'International North South Transport Corridor (INSTC).

#### Ufficio di Washington
L'ufficio di Washington, competente per le Americhe, si concentra principalmente su tre obiettivi: migliorare le operazioni transfrontaliere, incoraggiare l'integrazione commerciale con i mercati globali e portare le procedure più recenti, le tecnologie e i dati a supporto dell'efficienza, della sostenibilità e della sicurezza delle operazioni di trasporto su strada.

### Comitati
L'IRU ha due comitati al servizio delle associazioni aderenti nell'ambito della comunità del trasporto merci, nell'Unione Europea e in Eurasia.
Il Comitato di collegamento per il trasporto di merci nell'Unione Europea, promuove la sicurezza del trasporto merci su strada, eliminando le barriere e le difficoltà che ostacolano il progresso del settore, si oppone a qualsiasi misura discriminatoria nei confronti del trasporto su strada, attraverso il monitoraggio e l'applicazione della normativa UE vigente e influenzando la nuova normativa UE e le iniziative non legislative.
Il Comitato di collegamento dell'Eurasia ha come principale obiettivo la promozione della Convenzione TIR, dei trasporti sostenibili, della mobilità, dello sviluppo delle infrastrutture e dei collegamenti tra l'Europa e l'Asia. Dati i numerosi paesi in questo enorme supercontinente, il Comitato agisce per armonizzare le regole tra i paesi per eliminare le barriere non fisiche al commercio e facilitare il flusso di merci tra i paesi e le unioni doganali.

### Commissioni
L'IRU ha tre commissioni di esperti, gruppi consultivi che aiutano a sviluppare politiche, migliori procedure e programmi in aree chiave: affari doganali, sicurezza stradale, affari sociali, servizi, affari tecnici.
- La Commissione per gli affari doganali si concentra sulle leggi e sulle procedure per rendere l'attraversamento delle frontiere più rapido ed efficiente; fornisce inoltre consulenza per l'ampliamento e la realizzazione della Convenzione TIR.
- La Commissione per gli affari sociali ha il compito di creare un equilibrio sostenibile tra gli interessi del mercato e le condizioni sociali nel settore dei trasporti su strada; lavora a stretto contatto con i membri dell'IRU, con l'Unione Europea, con le autorità di regolamentazione globali, con le forze dell'ordine e con i sindacati; si concentra sulla tutela degli interessi dei datori di lavoro, sulle normative delle condizioni sociali e di lavoro, come gli orari di guida e di lavoro.
- La Commissione per gli affari tecnici formula raccomandazioni su questioni tecniche su come gli operatori possono trasportare merci e passeggeri in modo più sicuro ed efficiente. In collaborazione con i produttori di veicoli commerciali e con i produttori di pneumatici, la Commissione analizza e valuta gli sviluppi tecnici come la riduzione delle emissioni di CO₂ e del rumore, la valutazione del risparmio energetico, l'ottimizzazione dei pesi e delle dimensioni dei veicoli per migliorare la capacità e la produttività.